# Улица Жертв Девятого Января

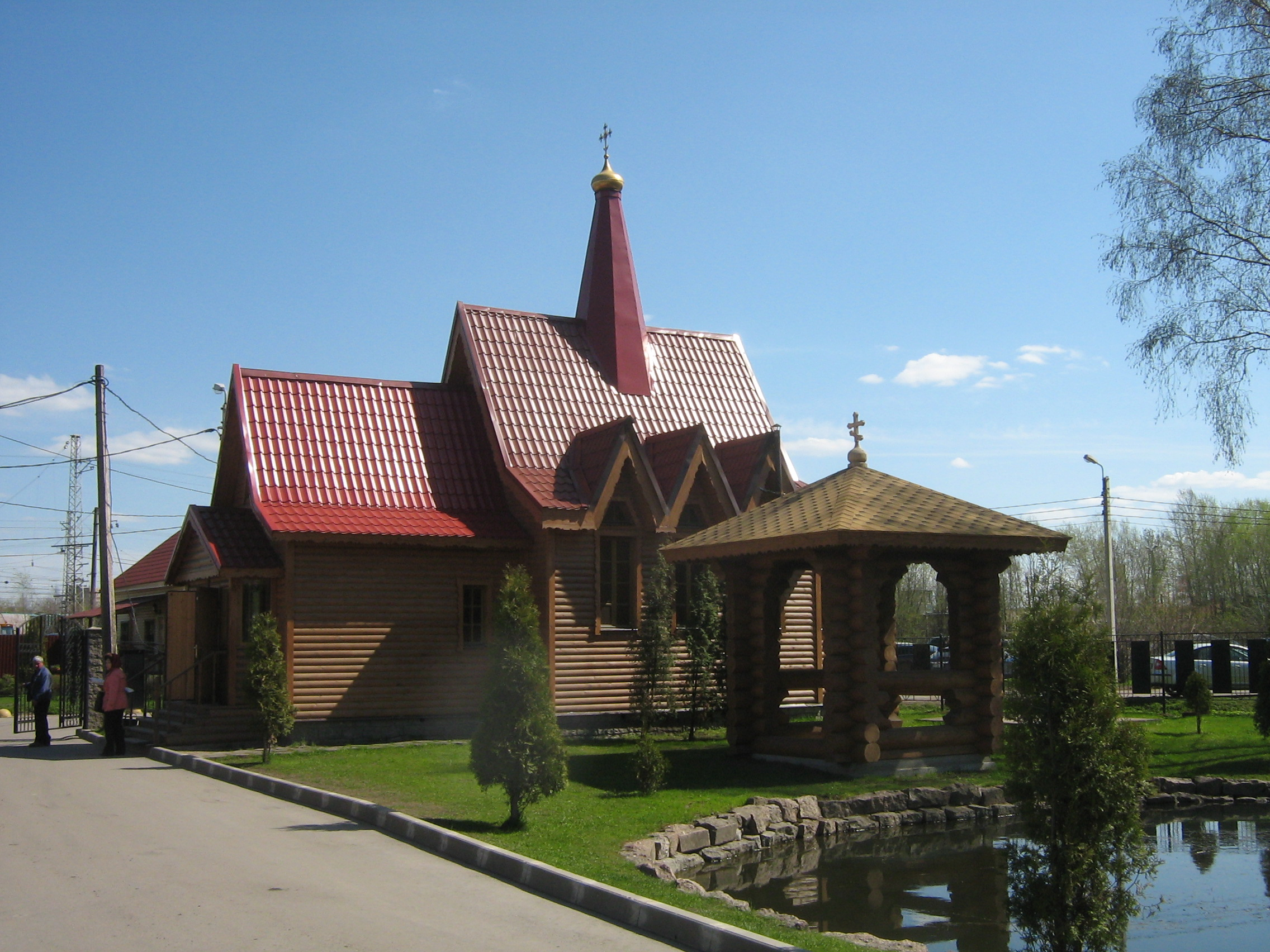
Часовня во имя Преображения Господня на кладбище Памяти жертв 9-го января (Преображенском)

Улица Же́ртв Девя́того Января́ — улица во Фрунзенском районе Санкт-Петербурга. Отходит от проспекта Александровской Фермы и заканчивается тупиком у проспекта Девятого Января.

## История
Название возникло в 1950-х годах.

## Транспорт
Ближайшая станция метро — «Обухово».

## Пересечения
- Проспект Александровской Фермы

## Достопримечательности
- Кладбище Памяти жертв 9-го января (вся западная сторона улицы)
- Часовня во имя Преображения Господня (у входа на кладбище)
- Исторический ДОТ № 260 оборонительного рубежа «Ижора» (напротив входа на кладбище)
- Путепровод Александровской Фермы